# Echinorhynchus (haakworm)
Echinorhynchus is een geslacht van haakwormen uit de familie Echinorhynchidae. De wetenschappelijke naam van het geslacht werd voor het eerst geldig gepubliceerd in 1776 door Zoega.

## Soorten
- Echinorhynchus abyssicola Dollfus, 1931
- Echinorhynchus armoricanus Golvan, 1969
- Echinorhynchus bothniensis Zdzitowiecki & Valtonen, 1987
- Echinorhynchus brayi Wayland, Sommerville & Gibson, 1999
- Echinorhynchus calloti Golvan, 1969
- Echinorhynchus canyonensis Huffman & Kleiver, 1977
- Echinorhynchus cestodicola Linstow, 1905
- Echinorhynchus cherchiae Monticelli, 1889
- Echinorhynchus cinctulus Porta, 1905
- Echinorhynchus dissimilis Yamaguti, 1939
- Echinorhynchus gadi Zoega in Müller, 1776
- Echinorhynchus hexagrammi Baeva, 1965
- Echinorhynchus indicus Chandra, Hanumantha-Rao & Shyamasundari, 1982
- Echinorhynchus lageniformis Ekbaum, 1838
- Echinorhynchus lateralis Leidy, 1851
- Echinorhynchus laurentianus Ronald, 1957
- Echinorhynchus lesteri Smales, 2012
- Echinorhynchus longiproboscis Rodjuk, 1986
- Echinorhynchus lotellae Yamaguti, 1939
- Echinorhynchus malacocephali (Parukhin, 1985)
- Echinorhynchus melanoglaeae Dollfus, 1960
- Echinorhynchus muraenolepisi (Rodjuk, 1984)
- Echinorhynchus orientalis Kaw, 1951
- Echinorhynchus petrotschenkoi Rodjuk, 1984
- Echinorhynchus salmonis Müller, 1784
- Echinorhynchus sebastolobi Kovalenko, 1986
- Echinorhynchus serpentulus Grimm, 1870
- Echinorhynchus theragrae Dydenko, 1992
- Echinorhynchus trachyrinci Wayland, Gibson & Sommerville, 1997
- Echinorhynchus truttae Schrank, 1788
- Echinorhynchus vancleavei Golvan, 1969
- Echinorhynchus veli George & Nadakal, 1978
- Echinorhynchus yamagutii Golvan, 1969

### Synoniemen
- Echinorhynchus agilis Rudolphi, 1819 => Neoechinorhynchus (Neoechinorhynchus) agilis (Rudolphi, 1819)
- Echinorhynchus anguillae Müller, 1780 => Acanthocephalus anguillae (Müller, 1780)
- Echinorhynchus balaenae Gmelin, 1790 => Bolbosoma balaenae (Gmelin, 1790)
- Echinorhynchus borealis Linstow, 1901 => Echinorhynchus cinctulus Porta, 1905
- Echinorhynchus brevicolle Malm, 1867 => Bolbosoma brevicolle (Malm, 1867)
- Echinorhynchus bufonis Shipley, 1903 => Pseudoacanthocephalus bufonis (Shipley, 1903)
- Echinorhynchus bullosum => Corynosoma bullosum (Linstow, 1892)
- Echinorhynchus campbelli => Metacanthocephalus campbelli (Leiper & Atkinson, 1914)
- Echinorhynchus conicus Zeder, 1803 => Tentacularia coryphaenae Bosc, 1802
- Echinorhynchus debenhami => Metacanthocephalus rennicki (Leiper & Atkinson, 1914)
- Echinorhynchus gaboes MacCallum, 1918 => Pallisentis (Pallisentis) gaboes (MacCallum, 1918)
- Echinorhynchus georgianus => Echinorhynchus petrotschenkoi Rodjuk, 1984
- Echinorhynchus hamanni => Corynosoma hamanni (Linstow, 1892)
- Echinorhynchus heteracanthus Linstow, 1896 => Heterosentis heteracanthus (Linstow, 1896)
- Echinorhynchus hippuris Zeder, 1803 => Tentacularia coryphaenae Bosc, 1802
- Echinorhynchus longicollis Villot, 1875 => Arhythmorhynchus longicollis (Villot, 1875)
- Echinorhynchus megarhynchus => Aspersentis megarhynchus (von Linstow, 1892)
- Echinorhynchus nototheniae => Echinorhynchus petrotschenkoi Rodjuk, 1984
- Echinorhynchus propinquus Dujardin, 1845 => Acanthocephaloides propinquus (Dujardin, 1845)
- Echinorhynchus quadricornis Goeze (Bosc, 1797) => Tentacularia coryphaenae Bosc, 1802
- Echinorhynchus quadrirostris Goeze, 1782 => Tentacularia coryphaenae Bosc, 1802
- Echinorhynchus rennicki => Metacanthocephalus rennicki (Leiper & Atkinson, 1914)
- Echinorhynchus rutili Müller, 1780 => Neoechinorhynchus (Neoechinorhynchus) rutili (Müller, 1780)
- Echinorhynchus semermis Forssell, 1904 => Corynosoma semerme (Forssell, 1904)
- Echinorhynchus strumosum Rudolphi, 1802 => Corynosoma strumosum (Rudolphi, 1802)
- Echinorhynchus terebra Rudolphi, 1819 => Raorhynchus terebra (Rudolphi, 1819)
- Echinorhynchus variabilis Diesing, 1856 => Gracilisentis variabilis (Diesing, 1856)
- Echinorhynchus zanclorhynchi Johnston & Best, 1937 => Aspersentis zanclorhynchi (Johnston & Best, 1937)